# Lion Kaak
Lion Kaak (Hengelo (Gelderland), 26 juni 1991) is een Nederlands voetballer die als middenvelder speelt voor MASV.

## Carrière

### De Graafschap (eerste periode)
Kaak begon bij Pax Hengelo en speelde sinds 2001 in de jeugdopleiding van De Graafschap. Kaak debuteerde op 13 maart 2011 in de hoofdmacht van De Graafschap in de thuiswedstrijd tegen ADO Den Haag als vervanger van Gregor Breinburg.

### AGOVV Apeldoorn
In juni 2012 tekende hij voor twee seizoenen bij AGOVV Apeldoorn.

### Go Ahead Eagles
Nadat die club in januari 2013 failliet ging, stapte hij tot het einde van het seizoen over naar Go Ahead Eagles. In de zomer van 2013 trainde hij mee bij De Graafschap.

### Valencia CF B
Hij tekende in juli een contract bij het Spaanse Valencia CF Mestalla. Hij trainde ook enkele malen mee met de eerste selectie van Valencia CF en op de laatste speelronde zat hij op de bank. Tot een invalbeurt kwam het echter niet.

### Achilles '29
In 2014 keerde hij terug in Nederland, waar hij bij eerstedivisionist Achilles '29 ging spelen. In de eerste competitiewedstrijd op 9 augustus tegen Jong PSV (2-0 verlies) debuteerde Kaak in de basisopstelling, waar hij ook de maanden erna bleef staan. Op 1 december gaf hij uit een hoekschop een assist op Mehmet Dingil tegen FC Volendam

### De Graafschap (tweede periode)
Omdat hij op amateurbasis speelde voor Achilles, kon hij in januari 2015 gratis overstappen naar zijn jeugdliefde De Graafschap, waar hij een contract tekende voor anderhalf jaar. Op 27 januari maakte hij als invaller zijn rentree.

### FC Oss
In de zomer van 2017 verruilde Kaak De Graafschap voor FC Oss, wat vanaf 1 juli 2018 TOP Oss werd. In 2019 verlengde hij zijn contract tot de zomer van 2022. In totaal speelde Kaak 170 wedstrijden voor FC Oss/TOP Oss.

### De Graafschap (derde periode)
Medio 2022 keerde Kaak weer terug bij De Graafschap.

## Clubstatistieken
| Seizoen         | Club            | Competitie           | Competitie | Competitie | Beker | Beker | Play-offs | Play-offs | Totaal | Totaal |
| Seizoen         | Club            | Competitie           | Wed.       | Dlp.       | Wed.  | Dlp.  | Wed.      | Dlp.      | Wed.   | Dlp.   |
| --------------- | --------------- | -------------------- | ---------- | ---------- | ----- | ----- | --------- | --------- | ------ | ------ |
| 2009/10         | De Graafschap   | Eredivisie           | 0          | 0          | 0     | 0     | 0         | 0         | 0      | 0      |
| 2010/11         | De Graafschap   | Eredivisie           | 2          | 0          | 0     | 0     | 0         | 0         | 2      | 0      |
| 2011/12         | De Graafschap   | Eredivisie           | 9          | 0          | 1     | 0     | 2         | 0         | 12     | 0      |
| 2012/13         | AGOVV           | Eerste divisie       | 13         | 0          | 1     | 1     | 0         | 0         | 14     | 1      |
| 2012/13         | Go Ahead Eagles | Eerste divisie       | 5          | 0          | 0     | 0     | 4         | 0         | 9      | 0      |
| 2013/14         | Valencia CF B   | Segunda División B 3 | 8          | 0          | —     | —     | —         | —         | 8      | 0      |
| 2014            | Achilles '29    | Eerste divisie       | 19         | 0          | 1     | 0     | 0         | 0         | 20     | 0      |
| 2015            | De Graafschap   | Eerste divisie       | 11         | 0          | 0     | 0     | 3         | 0         | 14     | 0      |
| 2015/16         | De Graafschap   | Eredivisie           | 14         | 0          | 0     | 0     | 0         | 0         | 14     | 0      |
| 2016/17         | De Graafschap   | Eerste divisie       | 17         | 0          | 1     | 0     | 0         | 0         | 18     | 0      |
| 2018/19         | TOP Oss         | Eerste divisie       | 36         | 0          | 2     | 0     | 2         | 0         | 40     | 0      |
| 2017/18         | TOP Oss         | Eerste divisie       | 27         | 0          | 1     | 0     | 0         | 0         | 28     | 0      |
| 2019/20         | TOP Oss         | Eerste divisie       | 28         | 2          | 3     | 0     | 0         | 0         | 31     | 2      |
| 2020/21         | TOP Oss         | Eerste divisie       | 35         | 1          | 0     | 0     | 0         | 0         | 35     | 1      |
| 2021/22         | TOP Oss         | Eerste divisie       | 35         | 1          | 1     | 0     | 0         | 0         | 36     | 1      |
| 2022/23         | De Graafschap   | Eerste divisie       | 20         | 0          | 1     | 0     | 0         | 0         | 21     | 0      |
| 2023/24         | De Graafschap   | Eerste divisie       | 22         | 0          | 2     | 0     | 2         | 0         | 26     | 0      |
| 2024/25         | De Graafschap   | Eerste divisie       | 11         | 0          | 2     | 0     | 0         | 0         | 13     | 0      |
| Carrière totaal | Carrière totaal | Carrière totaal      | 312        | 4          | 16    | 1     | 13        | 0         | 341    | 5      |

Bijgewerkt op 12 april 2025.